# Dorian Gray (Schauspielerin)
Dorian Gray (eigentlich Maria Luisa Mangini; * 2. Februar 1931 in Bozen; † 15. Februar 2011 in Torcegno) war eine italienische Schauspielerin.

## Leben
Gray war zunächst in der Rolle der „blonden Unschuld“ auf Theaterbühnen, in Revuen und schnell auch im Film erfolgreich. Zunächst hatte sie als Ballerina begonnen; ihre Ausbildung an der Scala besorgte Aurel Millos. Danach lernte sie bei Pina Renzi. Sie debütierte im Stück Votate per Venere (1950) mit Erminio Macario und Gino Bramieri. Schon im Jahr darauf nahm sie das Angebot an, zum Film zu gehen und wirkte in einigen Streifen mit. Größere Erfolge hatte sie aber in Stücken wie Gran baraonda oder Made in Italy auf der Bühne; zu Mitte der 1950er Jahre wurde sie als Femme fatale besetzt und für Passio doppio mit Ugo Tognazzi und Raimondo Vianello von zeitgenössischen Kritikern hervorgehoben.
Nun wurden auch die Filmangebote interessanter; sie spielte in Komödien ebenso wie unter Federico Fellini und Michelangelo Antonioni. Bis 1963 spielte sie so in etlichen Filmen; danach nur noch zwei Mal, bis sie sich 1967 endgültig ins Privatleben zurückzog.
Gray starb 2011 durch Suizid.

## Filmografie (Auswahl)
- 1951: Vendetta… sarda – Regie: Mario Mattoli
- 1951: Il mago per forza
- 1951: Anema e core – Regie: Mario Mattoli
- 1951: Accidenti alle tasse!! – Regie: Mario Mattoli
- 1951: Ich liebe einen Mörder (Amo un assassino) – Regie: Baccio Bandini
- 1952: Lo sai che i papaveri – Regie: Marcello Marchesi, Vittorio Metz
- 1952: Die Königin von Saba (La regina di Saba) – Regie: Pietro Francisci
- 1955: Io piaccio – Regie: Giorgio Bianchi
- 1956: Totò, lascia o raddoppia? – Regie: Camillo Mastrocinque
- 1956: Tòtò, Peppino und das leichte Mädchen (Totò, Peppino e… la malafemmina) – Regie: Camillo Mastrocinque
- 1957: Guaglione – Regie: Giorgio Simonelli
- 1957: Die Nächte der Cabiria (Le notti di Cabiria)
- 1957: Der Schrei (Il grido)
- 1958: Sommererzählungen (Racconti d’estate) – Regie: Gianni Franciolini
- 1958: Domenica è sempre domenica – Regie: Camillo Mastrocinque
- 1958: Totò, Peppino e i… fuorilegge – Regie: Camillo Mastrocinque
- 1958: Freundinnen (Mogli pericolose) – Regie: Luigi Comencini
- 1959: Vacanze d’inverno – Regie: Camillo Mastrocinque, Giuliano Carnimeo
- 1959: Überraschungen in der Liebe (Le sorprese dell’amore) – Regie: Luigi Comencini
- 1960: Il carro armato dell’8 settembre – Regie: Gianni Puccini
- 1960: Der Meistergauner (Il mattatore)
- 1960: Brevi amori a Palma di Majorca – Regie: Giorgio Bianchi
- 1960: Ursus im Reich der Amazonen (La regina delle amazzoni)
- 1961: Unser Bursche, der Herr Professor (Gli attendenti) – Regie: Giorgio Bianchi
- 1961: Die Leiche ist im falschen Koffer (Crimen) – Regie: Mario Camerini
- 1961: Auf Ihr Wohl, Herr Interpol! (Mani in alto) – Regie: Giorgio Bianchi
- 1962: Finden Sie, daß Constanze sich richtig verhält?
- 1962: Peccati d’estate – Regie: Giorgio Bianchi
- 1963: Marschier und krepier (Marcia o crepa)
- 1963: Avventura al motel – Regie: Renato Polselli
- 1965: Thrilling – Regie: Carlo Lizzani, Gian Luigi Polidoro, Ettore Scola
- 1965: Fango sulla metropoli – Regie: Gino Mangini